# 雄亀滝橋

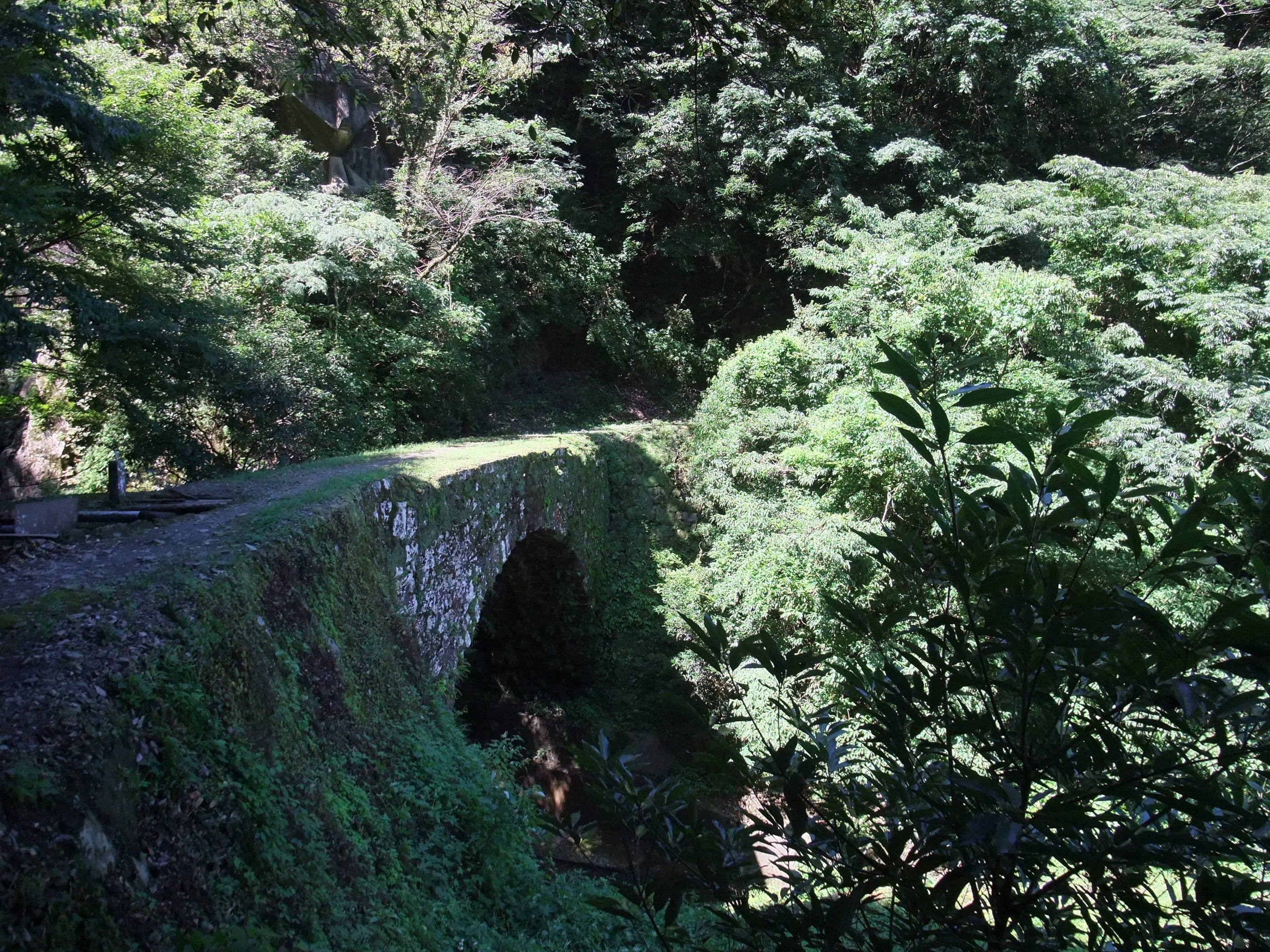
雄亀滝橋

雄亀滝橋（おけだけばし、おけだきばし）は熊本県美里町石野に架かる江戸時代後期のアーチ型水路橋。県指定（昭和49年11月19日）の文化財。
開田のために作られた灌漑用水路「柏川井手」の途中にあり、当惑谷と呼ばれる深い谷に架かる。地元の惣庄屋・三隅丈八が種山石工の名工岩永三五郎に建設を依頼し、文政元年（1818年）に竣工した。三五郎の初期の作で、最初の作品とも言われる。欄干もない質素な橋。橋を通る水路は石樋で、漏水を防ぐため塩を混ぜた漆喰を使用している。用水路とともに現役で利用されている。
日本で2番目に古い水路橋とされる。通潤橋（1854年竣工、国指定重要文化財）建設時の参考モデルといわれる。
- 全長14m[1]
- 幅3.63m[1]
- 高さ10.7m[1]
- 径間11.8m